# Monterey, New South Wales
Monterey este o suburbie în Sydney, Australia.